# Monte Sette Confini
Il monte Sette Confini (1.358 m s.l.m.) è una montagna delle Alpi del Monginevro nelle Alpi Cozie, situata in Piemonte.

## Descrizione

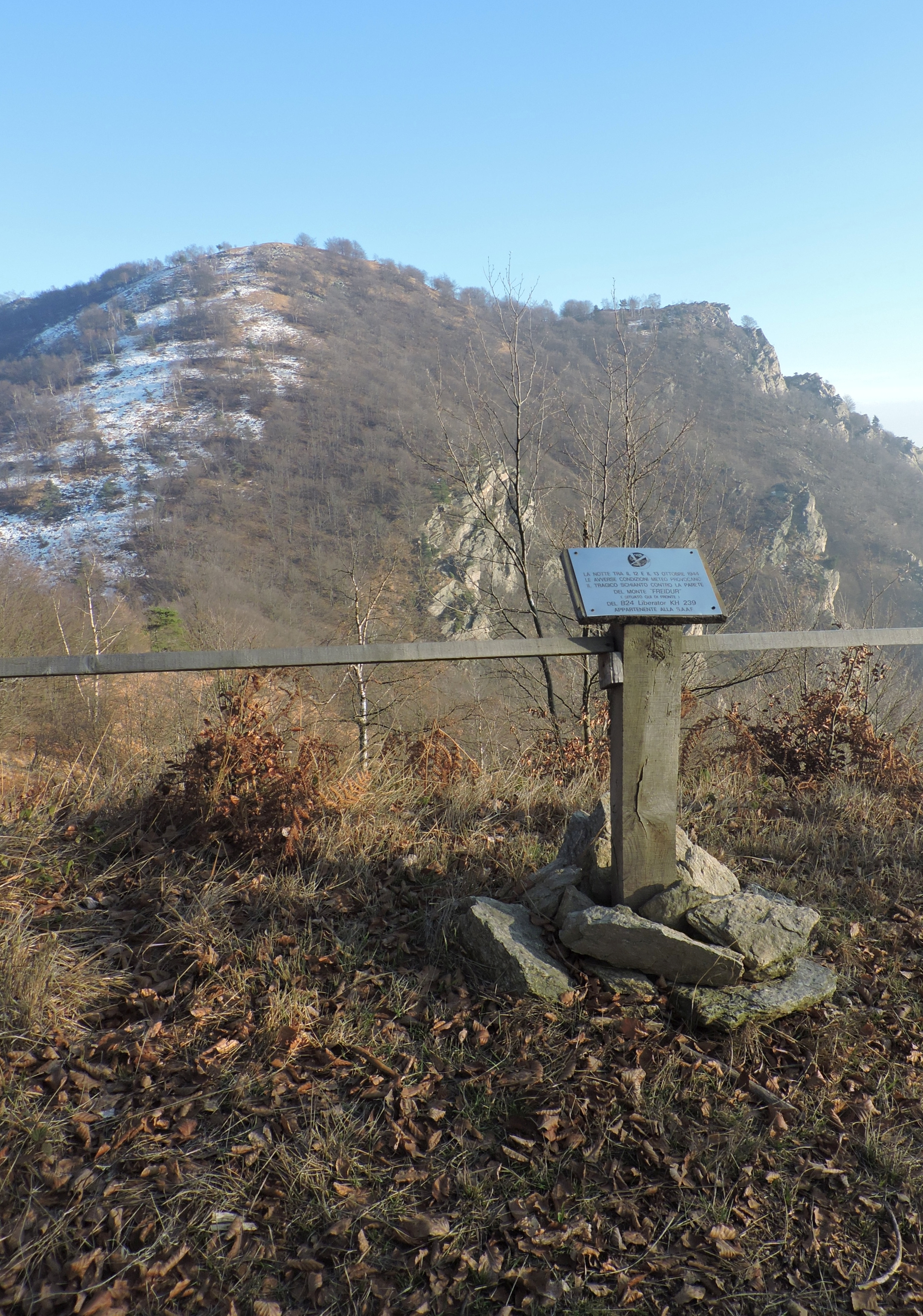
Placca commemorativa dell'incidente aereo occorso agli inglesi sul Freidour.

La montagna si trova alla convergenza di tre vallate: la Val Chisola a nord e a nord-est, la Val Noce a sud e il vallone del Grandubbione a ovest. Il Colle Sperina la divide dal Monte Freidour lungo lo spartiacque Noce/Chisola, il Colle Prà l'Abbà dal monte Sartonet lungo lo spartiacque Chisola/Dubbione e il Colle Colletto la separa dal Monte Fajè seguendo lo spartiacque Noce/Dubbione, in direzione del Colle del Crò. Il rilievo è principalmente coperto da fitti boschi di latifoglie, che si diradano sul versante meridionale. Nei pressi della cima si trova una placca commemorativa dedicata all'incidente dove perirono alcuni militari della Royal Air Force sul vicino Monte Freidour.

## Geologia
Il monte Sette Confini costituisce il limite orientale di una fascia di scisti grafitici, circondata da rocce gneissiche, che ad ovest interessa parte del versante settentrionale della Val Chisone.

## Storia

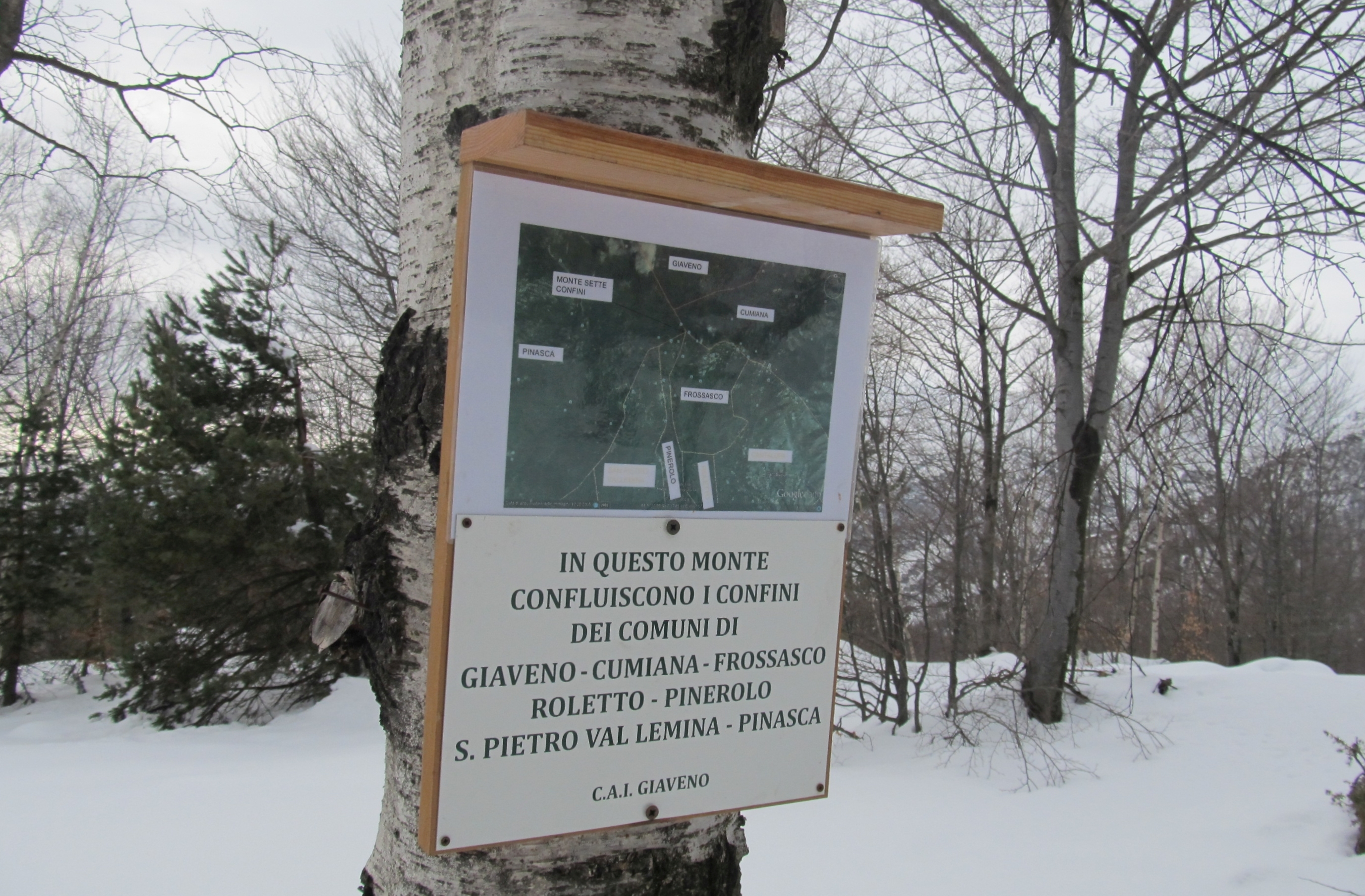
Cartello con indicati i comuni interessati dalla montagna

La montagna prende il proprio nome dal fatto che "vi convergono, con i loro territori, ben sette comuni". Va rilevato che però attualmente i comuni che effettivamente convergono sulla cima del monte sono solo quattro: Cumiana, Pinasca, Pinerolo e Frossasco. Anche il territorio comunale di Giaveno (che si spinge fino a sud del colle Sperina) e quello di San Pietro Val Lemina (che arriva fino nei pressi del Colle Colletto) si avvicinano parecchio alla cima della montagna, mentre quelli di Roletto e di Cantalupa rimangono più defilati. Il Monte Sette Confini rappresenta la massima elevazione raggiunta dal territorio del comune di Pinerolo.

## Accesso alla vetta
Il monte Sette Confini è toccato o sfiorato da vari itinerari escursionistici percorribili a piedi o in mountain bike.

## Tutela della natura
Il versante settentrionale del monte è compreso nel Parco naturale di interesse provinciale del Monte Tre Denti - Freidour.